# 華椴
華椴（かだん、Tilia chinensis、中国語: 华椴＝ホアドゥアン、英語: Chinese linden）は、アオイ科（旧分類ではシナノキ科）の落葉高木。中国特産種で、一般には単に「椴樹」（だんじゅ、中国語: 椴树＝ドゥアンシュー）と呼ばれている。7-8月に花が咲くころに蜂蜜が採れ、長白山近辺などの華椴（椴樹）の蜂蜜が有名である。  